# Касота (Міннесота)
Касота (англ. Kasota) — місто (англ. city) в США, в окрузі Ле-Сюер штату Міннесота. Населення — 714 особи (2020).

## Географія
Касота розташована за координатами 44°17′25″ пн. ш. 93°58′7″ зх. д. / 44.29028° пн. ш. 93.96861° зх. д. (44.290194, -93.968724).  За даними Бюро перепису населення США в 2010 році місто мало площу 2,60 км², уся площа — суходіл. В 2017 році площа становила 3,25 км², з яких 3,15 км² — суходіл та 0,10 км² — водойми.

## Демографія
Згідно з переписом 2010 року, у місті мешкало 675 осіб у 293 домогосподарствах у складі 175 родин. Густота населення становила 259 осіб/км².  Було 305 помешкань (117/км²).
Расовий склад населення:
| - 94,7 % — білих - 1,2 % — чорних або афроамериканців - 0,7 % — азіатів - 0,6 % — корінних американців |

До двох чи більше рас належало 1,9 %. Частка іспаномовних становила 2,2 % від усіх жителів.
За віковим діапазоном населення розподілялося таким чином: 21,8 % — особи молодші 18 років, 67,4 % — особи у віці 18—64 років, 10,8 % — особи у віці 65 років та старші. Медіана віку мешканця становила 36,9 року. На 100 осіб жіночої статі у місті припадало 96,8 чоловіків;  на 100 жінок у віці від 18 років та старших — 100,8 чоловіків також старших 18 років.
Середній дохід на одне домашнє господарство  становив 55 733 долари США (медіана — 52 361), а середній дохід на одну сім'ю — 57 605 доларів (медіана — 54 479). Медіана доходів становила 39 853 долари для чоловіків та 28 355 доларів для жінок. За межею бідності перебувало 17,3 % осіб, у тому числі 22,7 % дітей у віці до 18 років та 7,0 % осіб у віці 65 років та старших.
Цивільне працевлаштоване населення становило 466 осіб. Основні галузі зайнятості: виробництво — 25,5 %, освіта, охорона здоров'я та соціальна допомога — 24,7 %, роздрібна торгівля — 10,3 %, науковці, спеціалісти, менеджери — 7,5 %.